# Блоудек XV
Блоудек B XV "Лојзе"  је једномоторни, двоседи, једнокрилни нискокрилац, дрвене конструкције, лаки спортски авион, конструкције и производње инж. Станка Блоудека направљен 1930. и коришћен до 1934 године.

## Пројектовање и развој
Инж. С. Блоудек је пројектовао овај авион на захтев Обласног одбора Аеро клуба из Љубљане. Пројектовање је почело 1929. а авион завршен 6. јуна 1930. године кад је извршен и незванични први лет. Званичне пробе су почеле 9. јуна 1930. године а пробни пилот је био Јанко Цолнар. На првом лету авион је оштећен па је поправка трајала до 23. јула 1930 када је извршен трећи пробни лет. Уочени недостатци су после пробних летова отклољени а авион предат на употребу.

## Технички опис
У Авион је уграђен ваздухом хлађени четвороцилиндрични линијски мотор ADC Cirrus II снаге 85 KS енглеске производње. На вратило мотора се директно постављала двокрака дрвена елиса фиксног корака, пречника око 2,6 m. Носећа конструкција трупа авиона је била потпуно направљена од дрвета а оплата од двене лепенке, а мотор је капотиран алуминијумским лимом. Попречни пресек трупа је био трапезаст са полукружном горњом страном. Носећа конструкција крила је од дрвета са две укрштене рамењаче обложено платном. Место укрштања рамењача је са горње стране за труп било причвршћено затезачем а са доње стране упорном шипком ослоњену на конструкцију стајног трапа. Крило је имало елипсасти облик. Стајни трап је био класичан фиксан са независним гуменим точковима. На крају репа авиона налазила се еластична дрљача као трећа ослона тачка авиона.

## Земље које су користиле авион Блоудек B XV
- Краљевина Југославија

## Оперативно коришћење
Кума Ксенија Хрибар је 3. августа 1930. на аеродрому Шишка дала име "Лојзе" новом авиону. Два дана касније, пилот Цолнар и авион "Лојзе" са привременим регистарским ознакама UN-MB прелеће за Земун, где му је након кратког испитивања и прегледа статичког прорачуна издата званична пловидбена дозвола, на основу које је добио и регистарску ознаку UN-SLO. Међутим, пошто те године није било аеромитинга нити авио утакмица није постојала могућност за јавно приказивање авиона па су Цолнар и Ксенија Хрибар поставили међуградски рекорд на линији Љубљана-Загреб-Љубљана, који је износио један сат и четрдесет минута.
Следећег пролећа, Лојзе је представљен јавности на велики аеромитингу у Загребу, где је и први пут тестиран у тркама за које су заправо предвиђен. Цолнар је са њим постигао треће место у брзинској трци са акробацијама, али је због квара у мотору морао је да одустане. За време док је био у ваздуху проверене су му перформансе. Стварно је достигао планирану максималну брзину од 200 km/h, а крстарећу од 180 km/h, а достигао је плафон лета од 4600 метара иако то није била коначна вредност.
До краја јула 1932. године, Блоудек B XV је имао само 44 углавном краћих летова, тада је офарбан и добио је нову регистрациону ознаку UN-PAO. Непосредно пред отварање новог аеродрома у области Љубљане, Цолнар је публици показао шта може да уради са својим авионом. Од тада је "Лојзе" неколико пута летео на аеромитинзима широм Југославије. Проблеми са мотором су заправо главни узроци због чега је овај авион тако ретко летео.
У септембру месецу 1933. године добија "Лојзе" нову регистрацију YU-PAO. За време одржавања трећег "зрачног викенда" у Загребу 24. јуна 1934. године при понирању у оштрој спирали авион Блоудек B XV "Лојзе" регистарских ознака YU-PAO је пао у ковит на висини од 300 метара и није могао да се извуче до земље. У удесу је погинуо пилот Јанко Цолар, наставник летења љубљанског обласног одбора Аеро клуба..